# 中雅庫特低地
中雅庫特低地（英语：Central Yakutian Lowland）是俄羅斯的平原，位於勒拿河和葉尼塞河之間，西面是中西伯利亞高原，南面是勒拿高原，蘊藏天然氣、鑽石、雲母、鐵、金等礦產，該地區人煙稀少。